# Мясные ряды (Харлем)

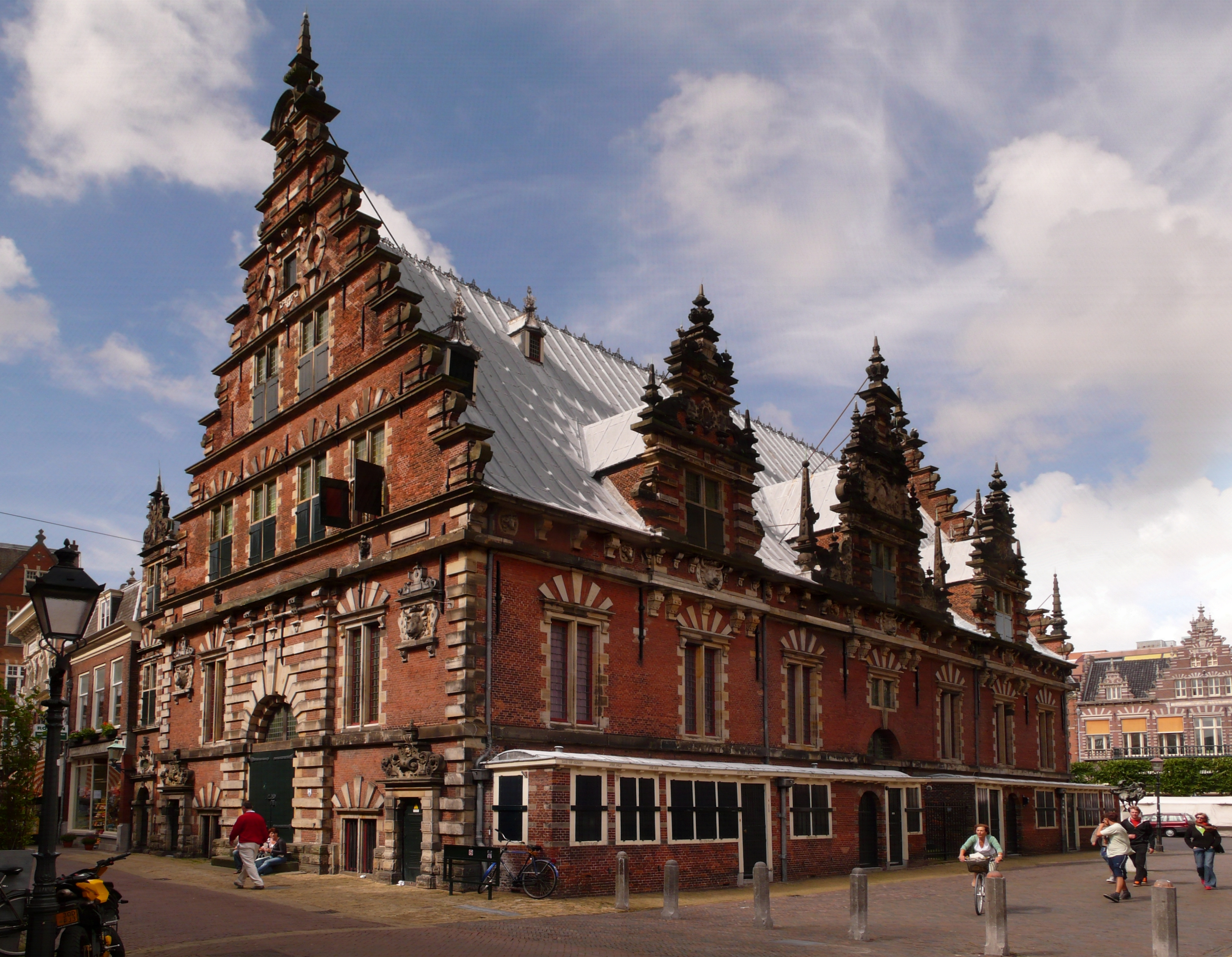
Мясные ряды в Харлеме (архитектор Ливен де Кей)

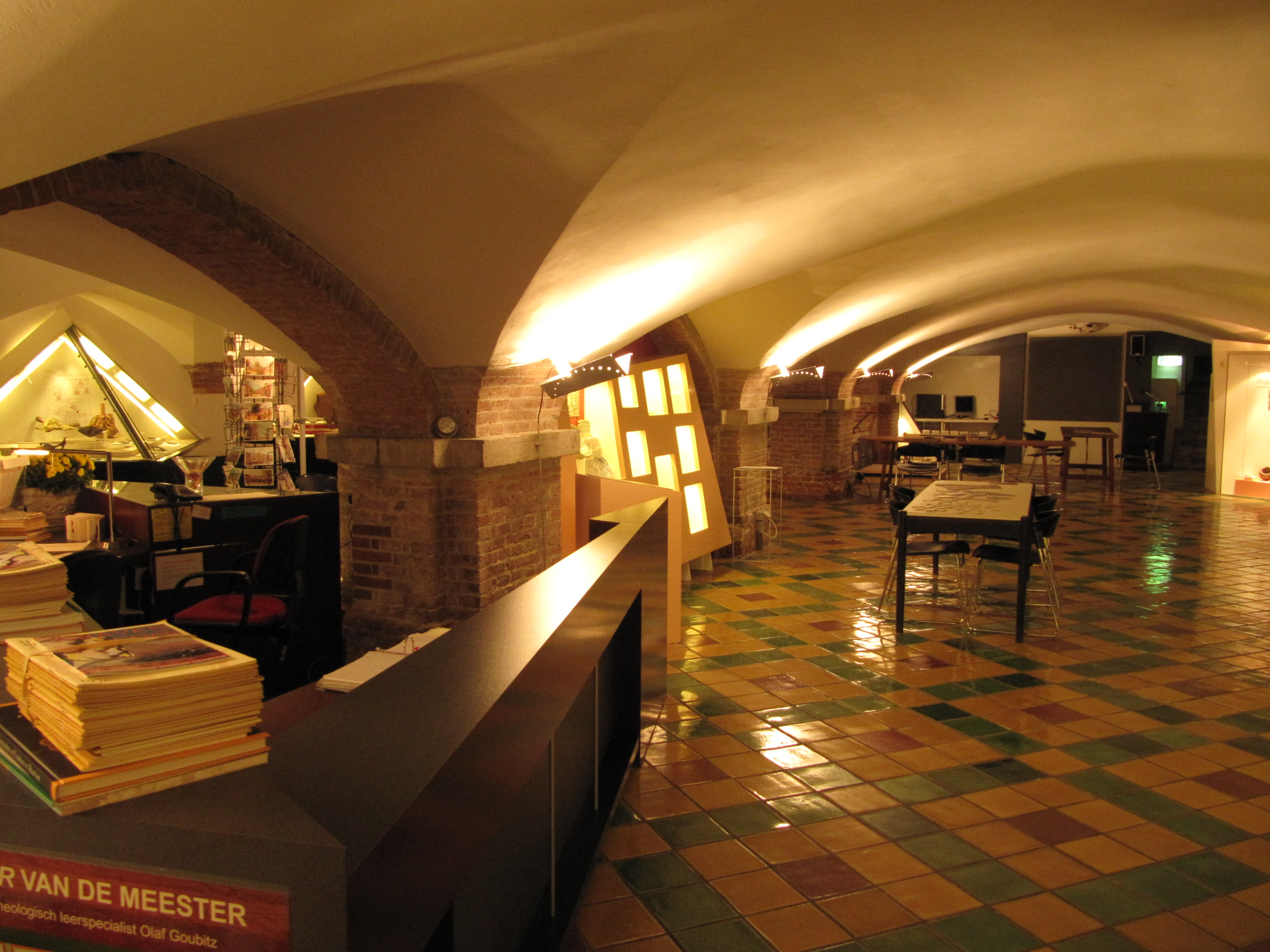
Своды в подвале

Мясные ряды (Влеесхаль) (нидерл. Vleeshal) — памятник архитектуры на центральной площади Харлема Гроте-Маркт (нидерл. Grote Markt) в Нидерландах. Здание построено в 1602—1603 годах известным нидерландским архитектором Ливеном де Кеем.
Новое здание Мясных рядов, возведённое городским архитектором Л. де Кеем, появилось вместо существовавшего в XVI веке небольшого мясного рынка, размеры которого перестали удовлетворять потребностям быстро растущего города. Здание, в котором могли разместиться до 40 продавцов, было выполнено из дорогих строительных материалов и богато декорировано. Его открытие состоялось 1 ноября 1604 года и вплоть до 1840 года оно служило по своему прямому назначению.
С 1840 по 1885 годы бывшие Мясные ряды использовались в качестве склада городского военного гарнизона, после чего были превращены в архив, а позднее в городскую библиотеку. 
Кирпичное здание является примером голландского Ренессанса. Его элегантное цветовое оформление восходит к более ранним кирпичным постройкам Балтийского региона, а очертания ступенчатых щипцов  предвосхищает барочные формы. Фасад здания увенчан скульптурными изображениями бычьих голов, напоминающих о шумном городском мясном рынке минувших веков. 
С 1950 года здание является частью музея Де Халлен, филиала музея Франса Халса, где расположена коллекция современной живописи. Подвал здания используется Археологическим музеем Харлема.